# 95. ročník udílení Oscarů
95. ročník udílení Oscarů se uskutečnil dne 12. března 2023 v Dolby Theatre v Los Angeles. Během ceremoniálu udělila Akademie filmového umění a věd (AMPAS) ocenění ve 23 kategoriích za filmy, které byly vydány v roce 2022. Ceremoniál moderoval Jimmy Kimmel již potřetí, po 89. ročníku v roce 2017 a 90. ročníku v roce 2018.
Nejvíce nominovaným filmem se s počtem jedenácti nominací stalo sci-fi Všechno, všude, najednou, který nakonec zvítězil celkem v sedmi kategoriích, včetně nejlepšího filmu. Vítězství ve čtyřech kategoriích si odneslo německé válečné drama Na západní frontě klid a ve dvou kategoriích zvítězilo drama Velryba.

## Vítězové a nominovaní
Vítězové jsou uvedeni jako první a označeni tučně.
| Nejlepší film | Nejlepší režie |
| --- | --- |
| Všechno, všude, najednou – Daniel Kwan, Daniel Scheinert a Jonathan Wang - Na západní frontě klid – Malte Grunert - Avatar: The Way of Water – James Cameron a Jon Landau - Víly z Inisherinu – Graham Broadbent, Peter Czernin a Martin McDonagh - Elvis – Baz Luhrmann, Catherine Martin, Gail Berman, Patrick McCormick a Schuyler Weiss - Fabelmanovi – Kristie Macosko Krieger, Steven Spielberg a Tony Kushner - Tár – Todd Field, Alexandra Milchan, a Scott Lambert - Top Gun: Maverick – Tom Cruise, Christopher McQuarrie, David Ellison, a Jerry Bruckheimer - Trojúhelník smutku – Erik Hemmendorff a Philppe Bober - Hovoří ženy – Dede Gardner, Jeremy Kleiner a Frances McDormand | Daniel Kwan a Daniel Scheinert – Všechno, všude, najednou - Todd Field – Tár - Martin McDonagh – Víly z Inisherinu - Ruben Östlund – Trojúhelník smutku - Steven Spielberg – Fabelmanovi |
| Nejlepší herec | Nejlepší herečka |
| Brendan Fraser – Velryba jako Charlie - Austin Butler – Elvis jako Elvis Presley - Colin Farrell – Víly z Inisherinu jako Pádraic Súilleabháin - Paul Mescal – Aftersun jako Calum Paterson - Bill Nighy – Žít jako Pan Williams | Michelle Yeoh – Všechno, všude, najednou jako Evelyn Wang - Cate Blanchett – Tár jako Lydia Tár - Ana de Armas – Blondýnka jako Norma Jeane Mortensen / Marilyn Monroe - Andrea Riseborough – To Leslie jako Leslie Rowlands - Michelle Williams – Fabelmanovi jako Mitzi Schildkraut-Fabelman |
| Nejlepší herec ve vedlejší roli | Nejlepší herečka ve vedlejší roli |
| Ke Huy Quan – Všechno, všude, najednou jako Waymond Wang - Brendan Gleeson – Víly z Inisherinu jako Colm Doherty - Brian Tyree Henry – Mosty jako James Aucoin - Judd Hirsch – Fabelmanovi jako Boris Schildkraut - Barry Keoghan – Víly z Inisherinu jako Dominic Kearney | Jamie Lee Curtis – Všechno, všude, najednou jako Deirdre Beaubeirdre - Angela Bassett – Black Panther: Wakanda nechť žije jako Královna Ramonda - Hong Chau – Velryba jako Liz - Kerry Condon – Víly z Inisherinu jako Siobhán Súilleabháin - Stephanie Hsu – Všechno, všude, najednou jako Joy Wang / Jobu Tupaki |
| Nejlepší původní scénář | Nejlepší adaptovaný scénář |
| Všechno, všude, najednou – Daniel Kwan a Daniel Scheinert - Víly z Inisherinu – Martin McDonagh - Fabelmanovi – Steven Spielberg a Tony Kushner - Tár – Todd Field - Trojúhelník smutku – Ruben Östlund | Hovoří ženy – scénář Sarah Polley; podle knihy od Miriam Toews - Na západní frontě klid – scénář Edward Berger, Lesley Paterson, a Ian Stokell; podle románu Erich Maria Remarque - Na nože: Glass Onion – scénář Rian Johnson; podle postavy vytvořené Johnsonem Na Nože - Žít – scénář Kazuo Ishiguro; podle filmu Ikiru režiséra a scenáristy Akiry Kurosawy, Shinobua Hashimota a Hidea Oguniho - Top Gun: Maverick – scénář Ehren Kruger, Eric Warren Singer, a Christopher McQuarrie; podle původního filmu Top Gun scenáristy Jima Cashe a Jacka Eppse Jr. |
| Nejlepší animovaný film | Nejlepší cizojazyčný film |
| Pinocchio Guillerma del Tora – Guillermo del Toro, Mark Gustafson, Gary Ungar a Alex Bulkley - Marcel, ulita s botami – Dean Fleischer Camp, Elisabeth Holm, Andrew Goldman, Caroline Kaplan a Paul Mezey - Kocour v botách: Poslední přání – Joel Crawford a Mark Swift - Mořská příšera – Chris Williams a Jed Schlanger - Proměna – Domee Shi a Lindsey Collins | Na západní frontě klid (Německo) – režie Edward Berger - Argentina, 1985 (Argentina) – režie Santiago Mitre - Blízko (Belgie) – režie Lukas Dhont - Íá (Polsko) – režie Jerzy Skolimowski - Mlčenlivá dívka (Irsko) – režie Colm Bairéad |
| Nejlepší dokument – film | Nejlepší dokument – krátkometrážní film |
| Navalny – Daniel Roher, Odessa Rae, Diane Becker, Melanie Miller a Shane Boris - Všechno živé – Shaunak Sen, Aman Mann a Teddy Leifer - Všechna ta krása a zabíjení – Laura Poitras, Howard Gertler, John Lyons, Nan Goldin a Yoni Golijov - Erupce lásky – Sara Dosa, Shane Boris a Ina Fichman - Dům z třísek – Simon Lereng Wilmont a Monica Hellström | Zaříkávači slonů – Kartiki Gonsalves a Guneet Monga - Haulout – Evgenia Arbugaeva a Maxim Arbugaev - How Do You Measure a Year? – Jay Rosenblatt - Efekt Marthy Mitchellové – Anne Alvergue a Beth Levison - Stranger at the Gate – Joshua Seftel a Conall Jones |
| Nejlepší krátkometrážní film | Nejlepší animovaný krátkometrážní film |
| Irské sbohem – Tom Berkely a Ross White - Ivalu – Anders Walter a Rebecca Pruzan - Holčička – Alice Rohrwacher a Alfonso Cuaron - Night Ride – Eirik Tveiten a Gaute Lid Larssen - Červený kufřík – Cyrus Neshvad | Chlapec, krtek, liška a kůň – Charlie Mackesy a Matthew Freud - Létající námořník – Wendy Tilby a Amanda Forbis - Obchodníci s ledem – Joao Gonzalez a Bruno Caetano - Můj rok penisů – Sara Gunnarsdóttir a Pamela Ribbon - An Ostrich Told Me the World Is Fake and I Think I Believe It – Lachlan Pendragon |
| Nejlepší skladatel | Nejlepší filmová píseň |
| Na západní frontě klid – Volker Bertelmann - Babylon – Justin Hurwitz - Víly z Inisherinu – Carter Burwell - Všechno, všude, najednou – Son Lux - Fabelmanovi – John Williams | „Naatu Naatu“ z filmu RRR – M. M. Keeravani a Chandrabose - „Applause“ z filmu Tell It Like a Woman – Diane Warren - „Hold My Hand“ z filmu Top Gun: Maverick – Lady Gaga a BloodPop - „Lift Me Up“ z filmu Black Panther: Wakanda nechť žije – Tems, Rihanna, Ryan Coogler, a Ludwig Göransson - „This Is a Life“ z filmu Všechno, všude, najednou – Ryan Lott, David Byrne a Mitski |
| Nejlepší zvuk | Nejlepší výprava |
| Top Gun: Maverick – Mark Weingarten, James H. Mather, Al Nelson, Chris Burdon a Mark Taylor - Na západní frontě klid – Viktor Prášil, Frank Kruse, Markus Stemler, Lars Ginzel a Stefan Korte - Avatar: The Way of Water – Julian Howarth, Gwendolyn Yates Whittle, Dick Bernstein, Christopher Boyes, Gary Summers a Michael Hedges - Batman – Stuart Wilson, William Files, Douglas Murray a Andy Nelson - Elvis – David Lee, Wayne Pashley, Andy Nelson a Michael Keller | Na západní frontě klid – Christian M. Goldbeck a Ernestine Hipper - Avatar: The Way of Water – Dylan Cole, Ben Procter a Vanessa Cole - Babylon – Florencia Martin a Anthony Carlino - Elvis – Catherine Martin, Karen Murphy a Bev Dunn - Fabelmanovi – Rick Carter a Karen O'Hara |
| Nejlepší kamera | Nejlepší masky |
| Na západní frontě klid – James Friend - Bardo, falešná kronika několika pravd – Darius Khondji - Elvis – Mandy Walker - Říše světla – Roger Deakins - Tár – Florian Hoffmeister | Velryba – Adrien Morot, Judy Chin a Anne Marie Bradley - Na západní frontě klid – Heike Merker a Linda Eisenhamerová - Batman – Naomi Donne, Mike Marino a Mike Fontaine - Black Panther: Wakanda nechť žije – Camille Friend a Joel Harlow - Elvis – Mark Coulier, Jason Baird a Aldo Signoretti |
| Nejlepší kostýmy | Nejlepší střih |
| Black Panther: Wakanda nechť žije – Ruth Carter - Babylon – Mary Zophres - Elvis – Catherine Martin - Všechno, všude, najednou – Shirley Kurata - Paní Harrisová jede do Paříže – Jenny Beavan | Všechno, všude, najednou – Paul Rogers - Víly z Inisherinu – Mikkel E. G. Nielsen - Elvis – Matt Villa a Jonathan Redmond - Tár – Monika Willi - Top Gun: Maverick – Eddie Hamilton |
| Nejlepší vizuální efekty | |
| Avatar: The Way of Water – Joe Letteri, Richard Baneham, Eric Saindon a Daniel Barrett - Na západní frontě klid – Frank Petzold, Viktor Müller, Markus Frank a Kamil Jafar - Batman – Dan Lemmon, Russell Earl, Anders Langlands a Dominic Tuohy - Black Panther: Wakanda nechť žije – Geoffrey Baumann, Craig Hammack, R. Christopher White a Dan Sudick - Top Gun: Maverick – Ryan Tudhope, Seth Hill, Bryan Litson a Scott R. Fisher | |